# 貝氏重鈎鯰
貝氏重鈎鯰，為輻鰭魚綱鯰形目甲鯰科的其中一種，為熱帶淡水魚，分布於南美洲哥倫比亞及哥倫比亞淡水流域，體長可達8.1公分，棲息在岩石底質底層水域，生活習性不明。

## 扩展阅读
維基物種上的相關：貝氏重鈎鯰